# Тамариск турецький
Тамариск турецький (Tamarix smyrnensis) — вид рослин з родини тамариксових (Tamaricaceae), поширений у південно-східній Європі, Західній і Південно-Західній Азії.

## Опис
Цей вид — кущ або невелике дерево висотою до 4 м. Кора від червонувато-коричневої до коричневої, гладка. Листки ланцето-яйцеподібні, сидячі з дещо вузькою основою, довжиною 2–3 мм, шириною 1–1.5 мм, цілі, гострі. Суцвіття завдовжки 1–4 см, шириною 3.4 мм. Квітки 5-листочкові, рожеві або рожево-білі. Чашолистки 0.5–1 мм. Пелюстки 1.5–2 мм. Тичинок 5. Приквіти трикутні, гострі, цілі 1.75–2.25 мм завдовжки, 0.5–0.75 мм завширшки. Коробочка пірамідальна, довжиною 4–5 мм. Період цвітіння: квітень — серпень.

## Поширення
Поширений у південно-східній Європі (Албанія, Болгарія, Греція, Північна Македонія, Румунія, Молдова, Україна (Крим), пд.-євр. Росія), Західній і Південно-Західній Азії (Туреччина, Кіпр, Вірменія, Азербайджан, Грузія, Афганістан, Іран, Ірак, Сирія, Пакистан); також культивується.
Він зустрічається вздовж струмків та берегів річок, у піщаних прибережних районах та болотистих місцях.

## Використання
Деревина цього виду раніше використовувалася для виготовлення кораблів. Вид може бути корисним у фітовідновленні ґрунтів, забруднених важкими металами.